# The Coral

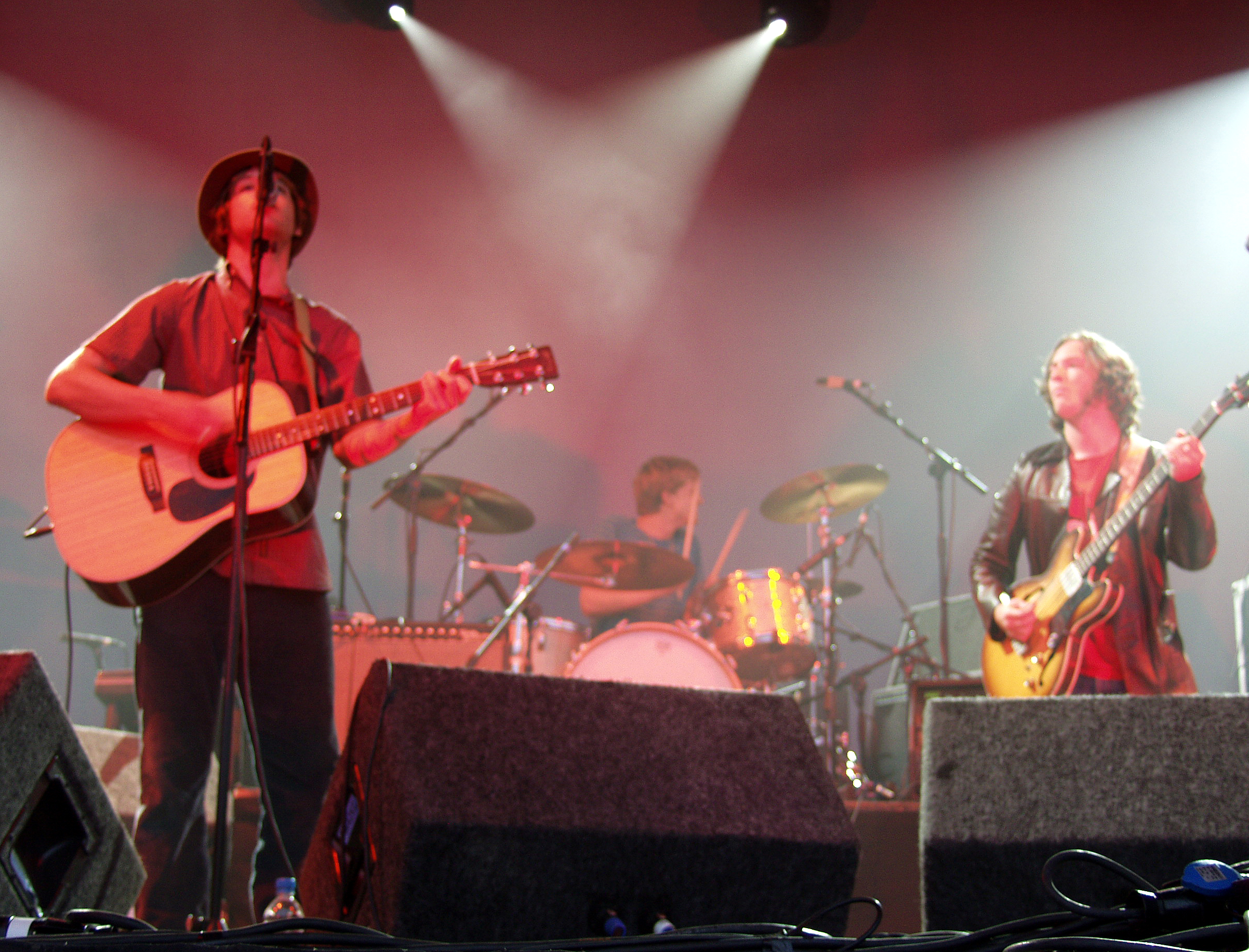
The Coral die optreedt op het V Festival 2003. Van links naar rechts: James Skelly, Ian Skelly en Paul Duffy.

The Coral is een Engelse rockband, opgericht in 1996 in Hoylake op het schiereiland Wirral, Merseyside. De band ontstond begin jaren 2000. Hun debuutalbum The Coral uit 2002, waarvan de single "Dreaming of You" afkomstig was, werd genomineerd voor de Mercury Music Prize en door NME vermeld als het vierde beste album van het jaar. Hun tweede album, Magic and Medicine (2003), produceerde vier singles in de Britse Top 20, waaronder "Pass It On". In 2008, nadat gitarist Bill Ryder-Jones de band verliet, gingen ze verder als een vijfkoppige band.

## Geschiedenis

### 1996–2000: vroege jaren en doorbraak
In 1996 begonnen schoolvrienden Ian Skelly en Paul Duffy samen te jammen in de kelder van de Flat Foot Sams-pub in Hoylake. In de daaropvolgende maanden sloten Bill Ryder-Jones (leadgitaar), Ian’s oudere broer James Skelly (zang en belangrijkste songwriter) en later Lee Southall (ritmegitaar) zich bij hen aan. De band heette kort Hive voordat ze de naam "The Coral" kozen. De bezetting werd compleet met Nick Power, die in 1998 als toetsenist toetrad. Alle zes de oorspronkelijke leden gingen naar Hilbre High School toen de band werd gevormd.
Volgens Deltasonic-oprichter Alan Wills kwam hij voor het eerst met de band in aanraking via een concertposter waarop ‘het hoofd van hun opa explodeerde’. Dat wekte zijn interesse om hen live te zien, terwijl de band nog geen platen had uitgebracht. Wills was bezig met het opzetten van een platenlabel en The Coral gaven hem het zetje om Deltasonic te starten. Wills vertelde aan HitQuarters: "Het was altijd het doel om hen via Deltasonic uit te brengen, en het was ook hun doel om op Deltasonic te zitten ... De meeste mensen zouden The Coral toen nog niet begrepen." Wills nam ook het management van de band op zich, zij het met tegenzin omdat hij niemand anders kon vinden voor die taak.

### 2001–2004: The Coral en Magic and Medicine
Geprezen als de eerste Engelse band van de “gitaarband-revival”, was hun eerste release de single "Shadows Fall" (2001), gevolgd door twee EP’s: The Oldest Path EP (2001) en Skeleton Key EP (2002). Hun debuutalbum The Coral, uitgebracht in 2002, bereikte nummer vijf in de Britse albumlijst en werd de dag na de release genomineerd voor de Mercury Prize. Een succesvolle UK-tour en festivaloptredens volgden, met de singles "Goodbye" (nummer 21 UK Singles Chart) en "Dreaming of You" (nummer 13). Het nummer "Dreaming of You" was te zien in de Amerikaanse sitcom Scrubs, aflevering My Monster, maar werd later verwijderd voor streaming. The Coral trad ook live op met "Dreaming of You" in Late Night with Conan O’Brien.
Na een druk jaar namen ze in 2003 Magic and Medicine op, dat nummer één bereikte in de UK Albums Chart en lovende kritieken kreeg. Het album bestond vooral uit dromerige akoestische ballads, in tegenstelling tot de agressieve psychedelica van hun debuut. Ze toerden door het Verenigd Koninkrijk, Europa, Amerika en Japan en organiseerden het festival Midsummer Nights Scream op de New Brighton-promenade. Op het festival stonden ook opkomende bands als The Libertines, The Zutons en The Thrills. Singles van het album zoals "Don't Think You're the First", "Pass It On", "Secret Kiss" en "Bill McCai" bereikten respectievelijk de nummers 10, 5, 25 en 23 in de UK Singles Chart.
Vervolgens namen The Coral snel de mini-album Nightfreak and the Sons of Becker op. Deze werd begin 2004 zonder veel promotie uitgebracht en zonder singles, en zat ook als bonus bij de Amerikaanse versie van Magic and Medicine. Dit album liet een andere richting zien, met een donkerder, funky en meer lo-fi geluid.

### 2005–2009: The Invisible Invasion en Roots & Echoes
In 2004 begonnen ze aan The Invisible Invasion, geproduceerd door Adrian Utley en Geoff Barrow van Portishead. Bij de release in 2005 kwam het album binnen op nummer 3 van de UK Album Chart. Vroege exemplaren bevatten een tweede cd met live versies van nummers. The Coral vervolgden met toeren door het VK, Europa, Amerika en Japan en brachten de singles "In the Morning" (nummer 6) en "Something Inside of Me" (nummer 41) uit.
In juni 2005 nam gitarist Bill Ryder-Jones een pauze van de band en werd aangekondigd dat hij niet meer zou toeren, maar misschien wel zou blijven bijdragen aan opnames. David McDonnell (later van The Sand Band) verving hem tijdens de tour. Eind 2005 had de band een album geschreven zonder Bill, The Curse of Love, maar begin 2006 keerde hij terug en werden die nummers in de kast gelegd om te werken aan Roots & Echoes.
The Coral toerden met Arctic Monkeys tijdens de zomerfestivals van 2007 en brachten op 30 juli 2007 de single "Who's Gonna Find Me" uit, gevolgd door het album Roots & Echoes op 6 augustus 2007. Voor het album werd Matt Potter ingehuurd voor percussie en jazzfluit. In tegenstelling tot hun vroege, energieke materiaal was dit album veel relaxter en liet het een volwassenere schrijfstijl zien. Nummers als "Rebecca You" en "Music at Night" werden voorzien van strijkersarrangementen van Ryder-Jones. Ze openden de BBC Electric Proms op 24 oktober 2007 met "Who's Gonna Find Me", met gastoptreden van Noel Gallagher die leadgitaar speelde op "In the Rain".
In januari 2008 verliet Ryder-Jones The Coral vanwege paniekaanvallen vlak voor optredens en het verlies van zijn wens deel uit te maken van een commercieel succesvolle band. Hij kreeg sindsdien lof voor zijn orkestrale soloalbum. In een interview van maart 2010 zei Ryder-Jones over James Skelly’s songwriting: "James was zo’n briljante songwriter, dat is hij nog steeds."

### 2010–2011: Butterfly House
Met een compilatiealbum Singles Collection op 15 september 2008 sloot de band het eerste hoofdstuk af. Dit album bevatte vrijwel al hun singles tot dan toe. Op 8 september kwam de nieuwe single "Being Somebody Else" uit. Het album had ook een tweede cd, Mysteries & Rarities, met 19 eerder niet uitgebrachte nummers, demo’s, outtakes en live-opnames.
Hun zesde album Butterfly House werd uitgebracht op 12 juli 2010, geproduceerd door John Leckie (bekend van The Stone Roses en Radiohead) en opgenomen in Londen en Zuid-Wales.
Vier singles verschenen: "1000 Years", "More than a Lover", "Walking in the Winter" en "Two Faces". De nieuwe nummers werden in twee jaar tijd ontwikkeld en getest tijdens optredens. De deluxe editie had een bonus-cd met vijf extra nummers. Kritieken waren positief, waaronder Record Collector Magazine: "Butterfly House… blijft de lat hoog leggen. Het is een waar wonder, met schitterende, hemelse lagen gitaren en zangharmonieën – denk aan The Everly Brothers, Byrds, Crosby, Stills & Nash – die liedjes kleden die vooral over demystificatie gaan… een serieuze kandidaat voor album van het jaar 2010."
Zes maanden later bracht de band een beperkte editie uit, Butterfly House Acoustic, met akoestische heropnames van het hele album, in één dag opgenomen na positieve reacties op hun akoestische optredens.
In februari 2011 werd Butterfly House uitgeroepen tot UK Album of the Year 2010 bij de Music Producers Guild Awards. Robert Plant, medenomineerde, plande zijn repetitie op BBC2’s Later With Jools zorgvuldig om het optreden van The Coral in de Royal Albert Hall op 15 november 2010 bij te wonen.

### 2012–2017: The Curse of Love en Distance Inbetween
In een interview in maart 2012 meldde bassist Paul Duffy dat er gewerkt werd aan een nieuw album in Peter Gabriel’s Real World Studios in Bristol, met een zwaarder geluid: "Het is heel gelaagd, je hebt één ding en blijft daar steeds iets aan toevoegen, het klinkt groot omdat we met z’n zessen zijn." In het voorjaar van 2012 kondigde de band een onbepaalde pauze aan om zich op individuele projecten te richten. Het half afgemaakte zevende album werd opgeschort.
Op 24 augustus 2014 kondigde Geoff Barrow tijdens een BBC Radio 6-uitzending aan dat The Curse of Love in september 2014 zou uitkomen. Het album was opgenomen rond de tijd van The Invisible Invasion, maar was recent pas gemasterd voor release op James Skelly’s Skeleton Key-label. "Wrapped in Blue" was de eerste track die Barrow op de show speelde.
Op 23 november 2015 kondigde de band hun terugkeer aan na vijf jaar pauze. Het nieuwe studioalbum Distance Inbetween kwam uit op 4 maart 2016, gevolgd door UK- en Europese tours in het voorjaar. Gitarist Paul Molloy sloot aan tijdens de opnames en verving Lee Southall, die een pauze nam om zich op privézaken en zijn soloproject te richten. Eind 2016 kwam Jack Prince erbij als tour-percussionist.

### 2018–2020: Move Through The Dawn
In april 2018 kondigde de band hun negende studioalbum Move Through The Dawn aan, dat op 10 augustus 2018 werd uitgebracht. Het werd opgenomen in Parr Street Studios in Liverpool en geproduceerd door de band en Rich Turvey.

### 2021–heden: Coral Island
Op 28 januari 2021 debuteerde The Coral met de single "Faceless Angel" van hun kermisinspiratie dubbele album Coral Island, dat op 30 april werd uitgebracht.

## Muzikale stijl en invloed
Ondanks het label "guitar group revival" hadden ze weinig gemeen met hun tijdgenoten. Hun muziek was een mix van psychedelica, dub reggae, Merseybeat en country, en hun teksten verraadden een obsessie met de zee.
De muziek van de band is een mengeling van psychedelica in jaren ’60-stijl en folkrock, met invloeden van ouderwetse country en moderne indierock.

## Andere projecten

### Soloalbums
Drummer Ian Skelly bracht op 10 december 2012 een soloalbum uit, Cut from a Star. Hij toerde daarna met een 7-koppige begeleidingsband, The Serpent Power, waarin ook Coral-leden James Skelly, Paul Duffy en Nick Power meededen. In juli 2013 werd het album opnieuw uitgebracht als deluxe editie op dubbele cd. Daarna begon Ian samen met Paul Molloy onder de naam Serpent Power te werken, en bracht in mei 2015 een gelijknamig album uit op Skeleton Key Records.
Zanger James Skelly bracht op 3 juni 2013 het album Love Undercover uit met The Intenders, een band met Coral-leden Ian Skelly, Paul Duffy en Nick Power, evenals leden van The Sundowners en Tramp Attack. Tracks als "Do It Again" toonden een minder abstracte kant van Skelly’s schrijfstijl en lieten de aardse kracht van zijn kenmerkende stem horen. De band toerde in juni 2013 door het Verenigd Koninkrijk.
Gitarist Lee Southall nam een album op met zangeres Molly Jones, getiteld Goodbye to the River, dat in 2013 onder de naam Northern Sky zou uitkomen, maar het album is nooit uitgebracht. In reactie op fans die zijn afwezigheid opmerkten toen Coral hun nieuwe album en tour aankondigden in november 2015, verduidelijkte Southall dat hij niet betrokken was bij het album en de tour omdat hij bezig was met een solo-project, en zei: "Het is waar mijn focus nu moet liggen". Ian Skelly zei dat Southalls recente vaderschap ook een rol speelde in zijn beslissing om een pauze te nemen, en dat hij wilde terugkeren zodra hij klaar was met zijn soloalbum.
Bassist Paul Duffy werkt aan een project in samenwerking met Eva Petersen, voor de soundtrack van de animatie Lunar Lament of a Haunted Heart van John Davide. Hij maakte ook de soundtrack voor een korte film van Jade Mortimer, getiteld Risen.
Keyboardspeler Nick Power publiceerde Small Town Chase, een boek met songteksten en poëzie. Hij schreef en speelde ook mee met The Lost Brothers op hun album uit 2014, New Songs of Dawn and Dust. Power droeg twee nummers bij, waaronder Hotel Loneliness. Zijn tweede bundel Holy Nowhere kwam uit op 5 december 2015. Een nieuw album, Throat, staat gepland voor release op 4 oktober 2024.

### Skeleton Key Records
Skeleton Key Records werd in 2013 opgericht als een onafhankelijk platenlabel uit Liverpool door James, Ian en Neville Skelly. Het label ontstond uit Neville’s eerdere label Watertown Records, waar hij zijn eigen materiaal op had uitgebracht. Love Undercover (2013) van James Skelly & the Intenders was het eerste album dat op het label uitkwam, gevolgd door de deluxe editie van Ian Skelly’s Cut from a Star. Artiesten die bij het label zijn aangesloten, zijn onder meer James Skelly & the Intenders, Ian Skelly, Neville Skelly, Serpent Power, The Sundowners, Cut Glass Kings, Marvin Powell, She Drew the Gun en The Mysterines.

### Filmografie
- The Coral Mini Movie (2002)
- The Curry Files (2003)
- The Coral Film (2008)

## Leden

### Huidige leden
- James Skelly – leadzang, ritmegitaar, percussie, teksten (1996–heden)
- Paul Duffy – basgitaar, saxofoon, achtergrondzang (1996–heden)
- Nick Power – keyboards, orgel, melodica, mondharmonica, piano, achtergrondzang (1998–2011), teksten (1998–heden)
- Ian Skelly – drums, achtergrond- en af en toe leadzang (2010–heden), (1996–heden)
- Paul Molloy – gitaren, af en toe leadzang (2015–heden)

### Voormalige leden
- Bill Ryder-Jones – leadgitaar, basgitaar, trompet (1996–2005, 2006–2008)
- Lee Southall – gitaren, achtergrondzang (af en toe leadzang en teksten) (1996–2015)

### Live leden
- David McDonnell – leadgitaar (2005)
- Jack Prince – percussie (2016–2021)
- Zak McDonnell – percussie (2021–heden)
- Danny Murphy – gitaar (2021–heden)

## Discografie

### Studioalbums
- The Coral (2002)
- Magic and Medicine (2003)
- Nightfreak and the Sons of Becker (2004)
- The Invisible Invasion (2005)
- Roots & Echoes (2007)
- Butterfly House (2010)
- The Curse of Love (2014)
- Distance Inbetween (2016)
- Move Through the Dawn (2018)
- Coral Island (2021)
- Sea of Mirrors (2023)
- Holy Joe's Coral Island Medicine Show (2023)

## Tours

### Eigen tours
- Debuut UK Tour (november 2001)
- The Coral Tour (2002)
- Magic and Medicine Tour (2003–2004)
- The Invisible Invasion Tour (2005)
- Roots & Echoes Tour (2007)
- The Singles Collection Tour (2008)
- Butterfly House Tour (2010–2011)
- Distance Inbetween Tour (2016)
- THE CORAL - 20th Anniversary Tour (2022)

### Als support act
- NME Carling Awards Tour (januari–februari 2002)
- Supergrass: Life on Other Planets Tour (maart 2003)
- Blur: Think Tank Tour (oktober 2003)
- Oasis: Don't Believe the Truth Tour (2005)
- Arctic Monkeys: Favourite Worst Nightmare Tour (juli 2007)
- Manic Street Preachers: Resistance Is Futile Tour (april–mei 2018)